# Grand Prix-wegrace van Joegoslavië 1982
De Grand Prix-wegrace van Joegoslavië 1982 was achtste Grand Prix van het wereldkampioenschap wegrace in het seizoen 1982. De race werd verreden op 18 juli 1982 op het Automotodrom Grobnik bij Rijeka. 

## Algemeen
Voorafgaand aan de Joegoslavische Grand Prix vroegen velen zich af of Graeme Crosby misschien een Yamaha OW 61 W-4 zou krijgen, want daarmee had hij een week eerder getest op Mugello. Racemanager Kel Carruthers had inderdaad drie OW 61's in de vrachtauto staan, maar twee van die machines waren voor Kenny Roberts en de derde bleef in de auto staan. Ook was het afwachten of de 500cc-Cagiva aan de start zou komen. Jon Ekerold had het testwerk van Boet van Dulmen overgenomen, maar had voortdurend last van vastlopers gehad. Organisatie was in Joegoslavië nog steeds ver te zoeken. Vooral de kwalificatietijden leverden problemen op. Het duurde tot laat in de zaterdagavond tot ze eindelijk gepubliceerd werden en toen was het voor iedereen die zelf een stopwatch had gehanteerd duidelijk dat er niets van klopte. Dat was vooral vervelend voor rijders die daardoor buiten de kwalificatie vielen. Omdat er slechts vier klassen aan de start kwamen werd er pas gestart om 12.00 uur, op het heetst van de dag, bij temperaturen van meer dan 30 °C.  

## 500 cc
| Barry Sheene klaagde in Joegoslavië over zijn behandeling door Yamaha. Dat stelde de nieuwe OW 61 W-vier alleen ter beschikking aan Kenny Roberts, terwijl de andere toprijders (behalve Sheene ook Graeme Crosby, Marc Fontan en Graziano Rossi) met de OW 60 square four reden. Roberts was echter de enige echte fabrieksrijder, de anderen reden voor klantenteams (Marlboro/Agostini, John Player en Sonauto) en waarschijnlijk hield Roberts de verstrekking van de OW 61 aan andere rijders persoonlijk tegen. Sheene vroeg zich af of hij nog wel over wilde stappen, omdat hij zo laat in het seizoen nog aan de andere motorfiets zou moeten wennen. Crosby had de OW 61 in Mugello getest en vond overstappen geen goed idee. De OW 61 had grote wegliggingsproblemen omdat het rijwielgedeelte en vooral de banden het extra vermogen niet aankonden. Daar had Roberts ook grote problemen mee. Roberts had sinds hij in Laguna Seca een race gereden had een extra brede Dunlop-achterband met een andere compound, maar daarmee waren zijn problemen niet opgelost. Voor aanvang van de Joegoslavische GP stond Sheene in het kampioenschap nog achter Roberts, maar als hij een OW 61 had gekregen had hij in ruil daarvoor zeker hand-en-spandiensten aan Roberts moeten verlenen. Achteraf maakte het allemaal geen verschil. Sheene werd tijdens de training in Silverstone voor de rest van het seizoen uitgeschakeld en Roberts overkwam hetzelfde in de eerste raceronde. |

Barry Sheene reed de snelste trainingstijd en startte ook als snelste. In de eerste ronde bouwde hij een kleine voorsprong op Marco Lucchinelli, Freddie Spencer en Randy Mamola op, maar die werd snel kleiner toen Spencer Lucchinelli eenmaal voorbij was en Franco Uncini zijn slechte start begon goed te maken. Uncini sloot aan bij de twee leiders en in de vierde ronde werd Sheene voor de lange haarspeldbocht door Spencer aan de buitenkant en Uncini aan de binnenkant uitgeremd, waardoor Spencer op kop kwam en Graeme Crosby achter Sheene kon aansluiten. Een ronde later kreeg het publiek in dezelfde bocht nog meer waar voor zijn geld: in een synchroon-inhaalactie nam Uncini de leiding en twintig meter daarachter nam Crosby op hetzelfde moment de derde plaats over van Sheene. Tegen het einde van de race ging Spencer's machine op twee cilinders lopen, waardoor Crosby tweede werd en Sheene derde. Kenny Roberts had geen rol van betekenis kunnen spelen en viel uit met ontstekingsproblemen, waardoor Jack Middelburg, die zich had opgewerkt naar de zevende plaats, zelfs nog zesde werd.  

### Uitslag 500 cc
| Pos | Coureur             | Merk               | Tijd       | Grid | Punten |
| --- | ------------------- | ------------------ | ---------- | ---- | ------ |
| 1   | Franco Uncini       | Gallina-Suzuki     | 50:32.24   | 3    | 15     |
| 2   | Graeme Crosby       | Marlboro-Yamaha    | +9.77      | 4    | 12     |
| 3   | Barry Sheene        | John Player-Yamaha | +12.90     | 1    | 10     |
| 4   | Freddie Spencer     | RSC-Honda          | +19.27     | 2    | 8      |
| 5   | Takazumi Katayama   | RSC-Honda          | +32.68     | 7    | 6      |
| 6   | Jack Middelburg     | HB-Suzuki          | +54.41     | 5    | 5      |
| 7   | Randy Mamola        | HB-Suzuki          | +1:05.76   | 8    | 4      |
| 8   | Marco Lucchinelli   | RSC-Honda          | +1:12.06   | 9    | 3      |
| 9   | Loris Reggiani      | Gallina-Suzuki     | +1:18.88   | 13   | 2      |
| 10  | Kork Ballington     | Kawasaki           | +1:19.03   | 18   | 1      |
| 11  | Boet van Dulmen     | Suzuki             | +1:20.94   | 15   |        |
| 12  | Hiroyuki Kawasaki   | Suzuki             | +1 ronde   | 14   |        |
| 13  | Reinhold Roth       | Suzuki             | +1 ronde   | 37   |        |
| 14  | Philippe Coulon     | Suzuki             | +1 ronde   | 17   |        |
| 15  | Seppo Rossi         | Suzuki             | +1 ronde   | 19   |        |
| 16  | Virginio Ferrari    | HB-Suzuki          | +1 ronde   | 28   |        |
| 17  | Franck Gross        | Suzuki             | +1 ronde   | 23   |        |
| 18  | Guido Paci          | Yamaha             | +1 ronde   | 34   |        |
| 19  | Peter Sjöström      | Suzuki             | +1 ronde   | 31   |        |
| 20  | Fabio Biliotti      | Suzuki             | +1 ronde   | 30   |        |
| 21  | Leandro Becheroni   | Suzuki             | +1 ronde   | 27   |        |
| 22  | Steve Parrish       | Yamaha             | +1 ronde   | 25   |        |
| 23  | Sergio Pellandini   | Suzuki             | +1 ronde   | 12   |        |
| 24  | Bengt Slydal        | Suzuki             | +1 ronde   | 33   |        |
| 25  | Peter Looijesteijn  | Suzuki             | +2 ronden  | 32   |        |
| 26  | Wolfgang Von Muralt | Suzuki             | +2 ronden  | 29   |        |
| 27  | Alain Röthlisberger | Yamaha             | +2 ronden  | 35   |        |
| 28  | Graziano Rossi      | Marlboro-Yamaha    | +2 ronden  | 21   |        |
| 29  | Raffaele Pasqual    | Yamaha             | +2 ronden  | 24   |        |
| DNF | Marc Fontan         | Sonauto-Yamaha     |            | 10   |        |
| DNF | Jon Ekerold         | Cagiva             |            | 22   |        |
| DNF | Chris Guy           | Suzuki             |            | 16   |        |
| DNF | Michel Frutschi     | Sanvenero          | Val        | 11   |        |
| DNF | Guy Bertin          | Sanvenero          |            | 20   |        |
| DNF | Kenny Roberts       | Yamaha             | Ontsteking | 6    |        |
| DNS | Víctor Palomo       | Suzuki             | Blessure   | 26   |        |
| DNS | Gustav Reiner       | Suzuki             |            | 36   |        |
| DNS | Peter Huber         | Suzuki             |            |      |        |

### Top tien WK-tussenstand 500 cc
| Pos. | Coureur           | Motorfiets         | Ptn. |
| ---- | ----------------- | ------------------ | ---- |
| 1    | Franco Uncini     | Gallina-Suzuki     | 88   |
| 2    | Kenny Roberts     | Yamaha             | 68   |
| 2    | Barry Sheene      | John Player-Yamaha | 68   |
| 4    | Graeme Crosby     | Marlboro-Yamaha    | 46   |
| 5    | Freddie Spencer   | HRC-Honda          | 45   |
| 6    | Marco Lucchinelli | HRC-Honda          | 26   |
| 7    | Takazumi Katayama | HRC-Honda          | 25   |
| 8    | Randy Mamola      | Suzuki             | 20   |
| 9    | Kork Ballington   | Kawasaki           | 18   |
| 10   | Michel Frutschi   | Sanvenero          | 17   |

## 250 cc
In de trainingen van de 250cc-klasse zaten de eerste twaalf rijders binnen één seconde. Paolo Ferretti kreeg zijn fabrieks-MBA het eerst aan de praat en nam de leiding voor Didier de Radiguès en Martin Wimmer. Toen Wimmer in de zevende ronde uitviel door een kapotte ontsteking leken de Radiguès en Ferretti het samen te gaan uitvechten, maar achter hen naderde een kleine groep met Carlos Lavado, Toni Mang en Roland Freymond. Lavado had een niets en niemand ontziende inhaalrace gereden, waarbij hij ook Mar Schouten bijna het stuur uit de handen had gereden. In de achtste ronde remde hij Mang en Tournadre uit, maar met een veel te hoge snelheid waardoor hij Mang uit de baan reed. Tournadre wist via een uitstapje door het gras zijn machine heel te houden en behield zijn vierde plaats, maar Mang en Lavado waren uitgeschakeld. Freymond viel uit door een versleten achterband, waardoor Tournadre zelfs nog derde werd. Aan de kop van het veld bleef De Radiguès in de slipstream van Ferretti hangen tot een halve ronde voor de finish, toen Ferretti al een paar schuivertjes had gemaakt. De Radiguès passeerde en won met 0,3 seconde voorsprong.

### Uitslag 250 cc
| Pos | Coureur                | Merk                 | Tijd                 | Grid | Punten |
| --- | ---------------------- | -------------------- | -------------------- | ---- | ------ |
| 1   | Didier de Radiguès     | Chevallier-Yamaha    | 49:54.85             | 1    | 15     |
| 2   | Paolo Ferretti         | MBA                  | +0.37                | 9    | 12     |
| 3   | Jean-Louis Tournadre   | Yamaha               | +6.00                | 5    | 10     |
| 4   | Massimo Matteoni       | Bimota-Yamaha        | +8.88                | 3    | 8      |
| 5   | Christian Sarron       | Yamaha               | +11.93               | 8    | 6      |
| 6   | Jacques Cornu          | Yamaha               | +20.95               |      | 5      |
| 7   | Jeffrey Sayle          | Armstrong            | +42.95               |      | 4      |
| 8   | Jacques Bolle          | Yamaha               | +50.99               |      | 3      |
| 9   | Jean-Louis Guignabodet | Kawasaki             | +59.93               |      | 2      |
| 10  | Thierry Espié          | Pernod               | +1:05.31             |      | 1      |
| 11  | Jean-François Baldé    | Kawasaki             | +1:08.80             | 10   |        |
| 12  | Marcellino Lucchi      | Yamaha               | +1:19.40             |      |        |
| 13  | Bruno Lüscher          | Yamaha               | +1:31.19             |      |        |
| 14  | Patrick Fernandez      | Bimota-Bartol        | +1:36.81             |      |        |
| 15  | Gabriel Grabia         | Yamaha               | +1 ronde             |      |        |
| 16  | Svend Andersson        | Yamaha               | +1 ronde             |      |        |
| 17  | Herbert Hauf           | Yamaha               | +1 ronde             |      |        |
| DNF | Toni Mang              | Kawasaki             | Val                  | 2    |        |
| DNF | Carlos Lavado          | Yamaha               | Val                  | 4    |        |
| DNF | Martin Wimmer          | Spondon-Yamaha       | Ontsteking           | 6    |        |
| DNF | Sito Pons              | Kobas-Rotax          |                      | 8    |        |
| DNF | Mar Schouten           | MBA                  | Val                  | 30   |        |
| DNF | Roland Freymond        | MBA                  | Achterband           |      |        |
| DNS | Graeme McGregor        | Waddon Ehrlich-Rotax | Waddon Ehrlich-Rotax |      |        |

### Top tien WK-tussenstand 250 cc
| Pos. | Coureur                | Motorfiets        | Ptn. |
| ---- | ---------------------- | ----------------- | ---- |
| 1    | Jean-Louis Tournadre   | Yamaha            | 64   |
| 2    | Toni Mang              | Kawasaki          | 55   |
| 3    | Roland Freymond        | MBA               | 31   |
| 4    | Jeffrey Sayle          | Armstrong         | 27   |
| 5    | Didier de Radiguès     | Chevallier-Yamaha | 25   |
| 6    | Jean-Louis Guignabodet | Kawasaki          | 20   |
| 7    | Paolo Ferretti         | MBA               | 18   |
| 8    | Graeme McGregor        | Waddon-Rotax      | 17   |
| 9    | Carlos Lavado          | Yamaha            | 15   |
| 10   | Jacques Cornu          | Yamaha            | 13   |

## 125 cc
De overwinning van zijn Sanvenero-teamgenoot Ricardo Tormo in België gaf Pier Paolo Bianchi hoop op succes in Joegoslavië. Hij had ook kopstart, maar werd op korte afstand gevolgd door Eugenio Lazzarini, Ángel Nieto en Tormo. Een paar keer wisselden de posities, maar uiteindelijk nam Lazzarini de leiding en hij begon snel weg te lopen. Tormo lag op de tweede plaats toen hij in de tiende ronde viel waardoor Bianchi op de tweede plaats kwam. Die finishte ruim 14 seconden voor Ángel Nieto, die al vijf GP's gewonnen had maar sinds België problemen leek te hebben, vooral met zijn achterband.

### Uitslag 125 cc
| Pos | Coureur              | Merk        | Tijd      | Grid     | Punten |
| --- | -------------------- | ----------- | --------- | -------- | ------ |
| 1   | Eugenio Lazzarini    | Garelli     | 42:28.96  | 1        | 15     |
| 2   | Pier Paolo Bianchi   | Sanvenero   | +13.60    | 6        | 12     |
| 3   | Ángel Nieto          | Garelli     | +28.20    | 4        | 10     |
| 4   | Maurizio Vitali      | MBA         | +43.89    | 5        | 8      |
| 5   | Iván Palazzese       | MBA         | +1:31.01  | 8        | 6      |
| 6   | Pierluigi Aldrovandi | MBA         | +1:31.81  | 10       | 5      |
| 7   | Roberto Ruosi        | MBA         | +1:36.29  |          | 4      |
| 8   | Stefan Dörflinger    | Krauser-MBA | +1:44.61  |          | 3      |
| 9   | Gerhard Waibel       | Seel-MBA    | +1 ronde  |          | 2      |
| 10  | Domenico Brigaglia   | MBA         | +1 ronde  |          | 1      |
| 11  | Matti Kinnunen       | MBA         | +1 ronde  |          |        |
| 12  | Alfred Waibel        | MBA         | +1 ronde  |          |        |
| 13  | Willy Pérez          | MBA         | +1 ronde  |          |        |
| 14  | Zdravko Ljeljak      | MBA         | +1 ronde  |          |        |
| 15  | Helmut Lichtenberg   | MBA         | +1 ronde  |          |        |
| 16  | Jan Bäckström        | MBA         | +1 ronde  |          |        |
| 17  | Janez Pintar         | MBA         | +2 ronden |          |        |
| 18  | Per Larsen           | MBA         | +2 ronden |          |        |
| 19  | Peter Sommer         | MBA         | +2 ronden |          |        |
| 20  | Werner Schmied       | MBA         | +2 ronden |          |        |
| 21  | Marijan Kosic        | MBA         | +2 ronden |          |        |
| 22  | Drago Yosipovic      | MBA         | +3 ronden |          |        |
| 23  | Olivier Liégeois     | Sanvenero   | +3 ronden |          |        |
| 24  | Reiner Koster        | MBA         | +3 ronden |          |        |
| DNF | Ricardo Tormo        | Sanvenero   | Val       | 2        |        |
| DNF | Hans Müller          | MBA         | Vastloper | 3        |        |
| DNF | August Auinger       | Bartol-MBA  | Val       | 9        |        |
| DNF | Anton Straver        | MBA         | Val       | 22       |        |
| DNF | Erich Klein          | MBA         | Val       |          |        |
| DNF | Theo Timmer          | MBA         |           | 30       |        |
| DNF | Jean-Claude Selini   | MBA         | Val       |          |        |
| DNF | Johnny Wickström     | MBA         | Vastloper |          |        |
| DNS | Henk van Kessel      | MBA         | Blessure  | Blessure |        |
| DNS | Hugo Vignetti        | Sanvenero   | Blessure  | 7        |        |

### Top tien WK-tussenstand 125 cc
| Pos. | Coureur              | Motorfiets | Ptn. |
| ---- | -------------------- | ---------- | ---- |
| 1    | Ángel Nieto          | Garelli    | 91   |
| 2    | Eugenio Lazzarini    | Garelli    | 54   |
| 3    | Pier Paolo Bianchi   | Sanvenero  | 49   |
| 4    | Pierluigi Aldrovandi | MBA        | 39   |
| 5    | Hans Müller          | MBA        | 37   |
| 6    | Ricardo Tormo        | Sanvenero  | 36   |
| 7    | Jean-Claude Selini   | MBA        | 29   |
| 8    | Iván Palazzese       | MBA        | 27   |
| 9    | Hugo Vignetti        | Sanvenero  | 26   |
| 10   | August Auinger       | Bartol-MBA | 25   |

## 50 cc
De 50cc-klasse opende om 12.00 uur het programma. Stefan Dörflinger had bijna twee seconden sneller getraind dan Ricardo Tormo, maar hij had al drie van de zes races gewonnen en wenste niet al te veel risico te nemen. Claudio Lusuardi nam na de start de leiding, maar werd in de derde ronde ingehaald door Eugenio Lazzarini en Dörflinger. Ricardo Tormo was slecht gestart, maar sloot aan bij Dörflinger en passeerde hem samen met Lusuardi, Giuseppe Ascareggi en Jorge Martínez. Uiteindelijk kon Tormo Lazzarini niet meer bedreigen en hij viel zelfs weer terug tot achter Dörflinger, die tweede werd. Het was de eerste overwinning voor de 50cc-Garelli, die door Jan Thiel ontwikkeld was.  

### Uitslag 50 cc
| Pos | Coureur             | Merk              | Tijd      | Grid     | Punten |
| --- | ------------------- | ----------------- | --------- | -------- | ------ |
| 1   | Eugenio Lazzarini   | Garelli           | 33:27.29  | 3        | 15     |
| 2   | Stefan Dörflinger   | Krauser-Kreidler  | +13.94    | 1        | 12     |
| 3   | Ricardo Tormo       | Bultaco           | +14.09    | 2        | 10     |
| 4   | Claudio Lusuardi    | Moto Villa        | +41.67    | 6        | 8      |
| 5   | Giuseppe Ascareggi  | Minarelli         | +53.69    | 5        | 6      |
| 6   | Jorge Martínez      | Bultaco           | +1:10.56  | 4        | 5      |
| 7   | Hans Spaan          | Van Veen-Kreidler | +1:35.65  | 10       | 4      |
| 8   | Theo Timmer         | Bultaco           | +1:37.37  | 17       | 3      |
| 9   | Hans-Jürgen Hummel  | Sachs             | +1:40.92  | 8        | 2      |
| 10  | George Looijesteijn | Kreidler          | +1:43.20  | 11       | 1      |
| 11  | Reiner Scheidhauer  | Kreidler          | +1:48.93  | 7        |        |
| 12  | Otto Machinek       | Kreidler          | +1 ronde  |          |        |
| 13  | Peter Verbič        | Kreidler          | +1 ronde  |          |        |
| 14  | Ramon Gali          | Bultaco           | +1 ronde  |          |        |
| 15  | Massimo de Lorenzi  | Minarelli         | +1 ronde  |          |        |
| 16  | Uli Merz            | Kreidler          | +1 ronde  |          |        |
| 17  | Rainer Kunz         | FKN-Kreidler      | +1 ronde  |          |        |
| 18  | Giuliano Tabanelli  | Ringhini          | +1 ronde  |          |        |
| 19  | Joaquin Gali        | Bultaco           | +1 ronde  |          |        |
| 20  | Jos van Dongen      | Bultaco           | +1 ronde  | 27       |        |
| 21  | Claudio Granata     | Kreidler          | +1 ronde  |          |        |
| 22  | Günter Schirnhofer  | Kreidler          | +2 ronden |          |        |
| 23  | Joe Genoud          | Kreidler          | +2 ronden |          |        |
| 24  | Reiner Koster       | Malanca           | +2 ronden |          |        |
| DNF | Hagen Klein         | Massa-Real        |           | 9        |        |
| DNF | Paul Rimmelzwaan    | Roton             | Zuiger    | 14       |        |
| DNS | Henk van Kessel     | Kreidler          | Blessure  | Blessure |        |

### Top tien WK-tussenstand 50 cc
| Pos. | Coureur            | Motorfiets        | Ptn. |
| ---- | ------------------ | ----------------- | ---- |
| 1    | Stefan Dörflinger  | Krauser-Kreidler  | 57   |
| 2    | Eugenio Lazzarini  | Garelli           | 39   |
| 3    | Claudio Lusuardi   | Villa             | 33   |
| 4    | Ricardo Tormo      | Bultaco           | 32   |
| 5    | Giuseppe Ascareggi | Minarelli         | 28   |
| 6    | Theo Timmer        | Bultaco           | 15   |
| 7    | Hans-Jürgen Hummel | Sachs             | 13   |
| 8    | Jorge Martínez     | Bultaco           | 10   |
| 9    | Hans Spaan         | Van Veen-Kreidler | 9    |
| 10   | Massimo De Lorenzi | Minarelli         | 6    |

## Trivia

### Medische problemen
De "Clinica Mobile" van Claudio Costa had het druk tijdens de trainingen. Men behandelde August Auinger, Stefan Dörflinger, Paolo Ferretti, Andy Hofmann, Hagen Klein, Carlos Lavado, Víctor Palomo, Reiner Scheidauer, Ricardo Tormo, Hugo Vignetti, Gerhard Waibel en Martin Wimmer. De kwetsuren van Palomo (heup) en Vignetti (gebroken rugwervels) waren te ernstig om te kunnen starten. Er waren nog meer coureurs die met medische problemen kampten. Zo kwam Theo Timmer helemaal niet aan de start en had Didier de Radiguès veel last van een ontsteking aan het sleutelbeen dat hij tijdens de TT van Assen gebroken had. Jack Middelburg was net nog geopereerd door dr. Derweduwen en kon zonder krukken niet lopen. Een duwstart was onmogelijk. Jack kreeg toestemming om zich door een monteur te laten aanduwen, mits hij achteraan zou starten. Hij had echter de vijfde tijd gereden, waardoor hij aan de rand van het asfalt zou staan. Jack koos ervoor op de motor te gaan zitten en de motor met zijn goede been steppend aan te duwen. Dat lukte, hoewel hij veel plaatsen verloor en als dertiende van start ging.

### Kamikaze Gustl
Gustav Reiner had door zijn vele valpartijen al lang de bijnaam "Kamikaze Gustl" en ook tijdens de training in Joegoslavië viel hij er hard af. Gustav verklaarde dat het verstand wel met de jaren zou komen "maar ik zeg niet hoeveel jaren."

### Geen protest
Sinds de Belgische Grand Prix waren de 125cc-Sanveneros een stuk sneller en Ángel Nieto vermoedde dat de cilinderinhoud niet klopte. In België vroeg hij August Auinger en Stefan Dörflinger om samen met hem een protest in te dienen, maar die weigerden. In Joegoslavië wilde Nieto opnieuw protesteren, maar hij werd nu tegengehouden door zijn eigen team.

### Geen fabrieksracer
Boet van Dulmen had de Yamaha OW 60, die hij in Assen en België had gebruikt, weer ingeleverd en viel terug op zijn privé-Suzuki RG 500. Hij had gehoopt de Suzuki XR 35 Gamma van Jack Middelburg te krijgen (Middelburg had via het HB-team de beschikking over de reserve XR 40 van Randy Mamola), maar teammanager Mitsi Okamoto had daar een stokje voor gestoken. Boets tweede alternatief, de 500cc-Cagiva, was intussen naar Jon Ekerold gegaan.
1972 · 1973 · 1974 · 1975 · 1976 · 1977 · 1978 · 1979 · 1980 · 1981 · 1982 · 1983 · 1984 · 1985 · 1986 · 1987 · 1988 · 1989 · 1990